# 平松美有紀
平松 美有紀（ひらまつ みゆき、1991年11月22日 - ）は、日本の元女子バレーボール選手。

## 来歴
三重県津市出身。実姉の影響で中学1年よりバレーボールを始める。津商業高校入学後は、1年次より寺井有美とのツインタワーで春高やインターハイなどで活躍した。高校選抜や東西対抗にも選出されている。
2010年4月、Vプレミアリーグのトヨタ車体クインシーズに入部。2011年12月、全日本選手権でレギュラーに抜擢され、チーム準優勝に貢献した。
2013/14Vプレミアリーグでは、チーム最高位となる4位獲得に貢献し、2014年4月に日本代表に初選出された。
翌月のモントルーバレーマスターズで全日本デビューを果たした。
2018年5月の黒鷲旗大会をもって現役引退。

## 人物・エピソード
中学に入学した当時、高身長であることをコンプレックスに思っていたが、プラス思考でそれを生かせるサークルとしてバレーボール部を選んだという。本格的なバレー技術を学んだのは高校入学後である。
ライバルとしてチームメイトだった寺井有美の名をあげ、「寺井を目標にここまでやってこられた」と感謝の言葉を述べている。

## 球歴
- 全日本代表 - 2014年

## 所属チーム
- 市立橋北中
- 津商業高校
- トヨタ車体（2010-2018年）

## 受賞歴
- 2014年 - 第63回黒鷲旗大会 ベスト6

## 個人成績
Vプレミアリーグレギュラーラウンドにおける個人成績は下記の通り。
| シーズン | 所属       | 出場 | 出場   | アタック | アタック | アタック | アタック | ブロック | ブロック | サーブ | サーブ | サーブ | サーブ | レセプション | レセプション | 総得点 | 備考 |
| -------- | ---------- | ---- | ------ | -------- | -------- | -------- | -------- | -------- | -------- | ------ | ------ | ------ | ------ | ------------ | ------------ | ------ | ---- |
| シーズン | 所属       | 試合 | セット | 打数     | 得点     | 決定率   | 効果率   | 決定     | /set     | 打数   | エース | 得点率 | 効果率 | 受数         | 成功率       | 総得点 | 備考 |
| 2010/11  | トヨタ車体 | 7    | 10     | 13       | 4        | 30.8%    | %        | 1        | 0.10     | 18     | 0      | 0.00%  | 9.7%   | 1            | 100.0%       | 5      |      |
| 2011/12  | トヨタ車体 | 21   | 48     | 180      | 75       | 41.7%    | %        | 15       | 0.31     | 69     | 2      | 2.90%  | 9.9%   | 1            | 0.0%         | 92     |      |
| 2012/13  | トヨタ車体 | 15   | 20     | 96       | 43       | 44.8%    | %        | 6        | 0.30     | 50     | 1      | 2.00%  | 6.6%   | 0            | 0.0%         | 50     |      |
| 2013/14  | トヨタ車体 | 28   | 101    | 593      | 258      | 43.5%    | %        | 54       | 0.53     | 284    | 13     | 4.58%  | 9.5%   | 29           | 72.4%        | 325    |      |
| 2014/15  | トヨタ車体 | 21   | 77     | 442      | 157      | 35.5%    | %        | 25       | 0.32     | 185    | 1      | 0.54%  | 7.2%   | 12           | 50.0%        | 183    |      |
| 2015/16  | トヨタ車体 | 21   | 85     | 358      | 159      | 44.4%    | %        | 41       | 0.48     | 182    | 2      | 1.10%  | 8.5%   | 30           | 70.0%        | 202    |      |
| 2016/17  | トヨタ車体 | 21   | 25     | 61       | 23       | 37.7%    | %        | 7        | 0.28     | 71     | 1      | %      | 7.0%   | 2            | 100.0%       | 31     |      |